# Gregoria Mariska Tunjung
Gregoria Mariska Tunjung Cahyaningsih née le 11 août 1999, à Wonogiri est une joueuse de badminton professionnelle indonésienne spécialiste du simple dames.

## Palmarès

### Jeux Olympiques
| Année | Adversaire     | Score | Résultat |
| ----- | -------------- | ----- | -------- |
| 2024  | Carolina Marín | DNS   | Bronze   |

### Tournois BWF

#### World Tour
| Année | Tournoi             | Niveau    | Adversaire en finale | Score        | Résultats |
| ----- | ------------------- | --------- | -------------------- | ------------ | --------- |
| 2022  | Open d'Australie    | Super 500 | An Se-young          | 18–21, 09–21 | Finaliste |
| 2022  | Masters d'Espagne   | Super 300 | P.V. Sindhu          | 21–08, 21–08 | Vainqueur |
| 2023  | Masters de Malaisie | Super 500 | Akane Yamaguchi      | 17–21, 07–21 | Finaliste |